# 뱅크스섬
뱅크스섬(Banks Island)은 북아메리카 북부 북극 제도의 섬이다. 캐나다 노스웨스트 준주에 속한다. 동쪽의 빅토리아섬과는 프린스오브웨일스 해협을 사이에 두고 있고, 남쪽의 캐나다 본토와는 아문센만이 놓여 있다. 북동쪽으로는 매클루어 해협을 사이에 두고 프린스패트릭섬과 멜빌섬이 있다.
순록과 북극곰을 포함한 최소 14종의 포유동물이 산다. 한때 68,000마리가 넘는 사향소가 살았으나 돼지단독균이 퍼져 개체수가 크게 감소했다.
2021년 기준 103명의 인구가 있는데 모두 남서쪽 해안에 위치한 유일한 이누비알루이트족 정착지 삭스하버(Sachs Harbour)에 산다.